# Єгінсай
Єгінса́й (рос. Егинсай) — село у складі Соль-Ілецького міського округу Оренбурзької області, Росія.

## Населення
Населення — 300 осіб (2010; 467 у 2002).
Національний склад (станом на 2002 рік):
- казахи — 82 %